# Anolis immaculogularis
Anolis immaculogularis — вид ігуаноподібних ящірок родини анолісових (Dactyloidae). Ендемік Мексики.

## Поширення і екологія
Anolis immaculogularis мешкають в мексиканському штаті Оахака.